# Обесценение активов (IAS 36)
МСФО (IAS) 36 «Обесценение активов» — международный стандарт финансовой отчётности, действует с 01.07.1999 года.
В России МСФО (IAS) 36 принят приказом Минфина РФ от 25 ноября 2011 г. N 160н «О введении в действие МСФО и Разъяснений МСФО на территории РФ».

## Определения
МСФО (IAS) 36 устанавливает процедуры отражения активов (материальных и нематериальных) в отчёте о финансовом положении по величине, не превышающей их возмещаемую стоимость и применяется ко всем активам кроме:
- запасы МСФО (IAS) 2
- активы, возникающие по договорам подряда МСФО (IAS) 11
- отложенные налоговые активы МСФО (IAS)12
- финансовые активы в сфере действия МСФО (IAS)39
- активы, возникающие по вознаграждениям работникам МСФО (IAS)19
- инвестиционная недвижимость, оцениваемая по справедливой стоимости МСФО (IAS) 40
- биологические активы, оцениваемые по справедливой стоимости за вычетом затрат на продажу МСФО (IAS)41
- долгосрочные активы, предназначенные для продажи в соответствии с МСФО (IFRS)5.

Убыток от обесценения — сумма, на которую балансовая стоимость актива превышает его возмещаемую стоимость.
Балансовая стоимость — стоимость, по которой актив признана за вычетом впоследствии амортизации и накопленных убытков от обесценения.
Возмещаемая стоимость актива (или единицы, генерирующей денежных средства)- наибольшее из двух значений: его справедливой стоимости за вычетом затрат на продажу и его ценности использования.
Единица, генерирующая денежные средства (ЕГДС) — наименьшая идентифицируемая группа активов, генерирующая притоки денежных средств, которые в основном не зависят от притоков денежных средств от других активов или групп активов.
Справедливая стоимость за вычетом затрат на продажу — сумма, которую может получить от продажи актива (ЕГДС) в результате коммерческой сделки между осведомлёнными, независимыми, желающими совершить такую сделку сторонами, за вычетом затрат по выбытию актива.
Затраты на выбытие — затраты, непосредственно связанные с выбытием актива (ЕГДС) за исключением затрат на финансирование и налога на прибыль
Ценность использования — это дисконтированная стоимость будущих денежных потоков, которые ожидается получить от актива (ЕГДС).
Когда балансовая стоимость активов превышает их возмещаемую стоимость, а разница признается в качестве убытка от обесценения, то активы отражаются в отчетности по наименьшей из двух сумм: балансовой стоимости и возмещаемой стоимости. Если ценность использования или справедливая стоимость за вычетом затрат на продажу больше балансовой стоимости, то актив не обесценился, и производится уменьшение стоимости.

## Проверка на обесценение
Проведение проверки на обесценение необходимо:
- ежегодно (в любое время в течение годового отчётного периода в одно и то же время каждый год):

 — на всех нематериальных активов с неограниченным сроком полезного использования;
 — гудвилла;
 — стоимости нематериальных активов, которые ещё не были введены в эксплуатацию.
- на каждую отчётную дату при наличие признаков обесценения.

Внутренние признаки обесценения:
- устаревание или физическое повреждение актива
- существенные негативные изменения в степени или способе текущего или предполагаемого использования актива, которые произошли в данном периоде или будут иметь место в ближайшем будущем, в том числе простой актива, планы по прекращению или реорганизации деятельности, в которой задействован актив, а также планы по продаже актива, пересмотр срока полезной службы актива с неограниченного на ограниченный
- экономические показатели актива во внутренних отчётах компании ухудшились или ухудшаться.
- другие внутренние признаки.

Внешние признаки обесценения:
- снижение рыночной стоимости актива за период, которое является более значительным, чем предполагаемое снижение его стоимости в результате нормального использования
- существенные негативные изменения в технологической, рыночной. экономической или правовой среде функционирования компании, или на рынке, к которому призван актив, которые произошли за период или будут иметь место в ближайшем будущем.
- увеличение за период рыночных процентных ставок или других рыночных ставок доходности, которые могут существенно повлиять на ставку дисконтирования, используемую при расчёте ценности использования актива, и существенно снизить возмещаемую стоимость актива
- балансовая стоимость чистых активов компании превышает её рыночную стоимость.
- другие внешние признаки.

Убыток от обесценения признается расходом в отчёте о совокупном доходе, а сумма убытка от обесценения в первую очередь уменьшает резерв переоценки в отношении соответствующего актива, а оставшаяся сумма убытка относится на расход в отчёте о совокупном доходе или на капитал (для переоценённых активов в пределах резерва переоценки). Балансовая стоимость актива снижается до возмещаемой суммы.
После признания убытка от обесценения амортизационные отчисления корректируются таким образом, чтобы систематически переносить пересмотренную балансовую стоимость актива за вычетом его ликвидационной стоимости в течение оставшегося срока полезной службы.
Когда возмещаемая сумма отдельного актива не может быть определена, то она рассчитывается для наименьшей ЕГДС, в которую входит соответствующий актив. ЕГДС определяется методом «сверху вниз»:
- определяется наименьшая группа активов, для которых может быть определён приток денежных средств
- если денежные потоки, генерируемые данной группой активов, не являются независимыми по отношению к потокам, генерируемым другими активами, такие активы включаются в состав группы с целью образования наименьшей группы активов, независимо генерирующей денежные потоки.

ЕГДС определяются последовательно от периода к периоду в отношении одних и тех же активов или групп активов, кроме случаев, когда изменение оправдано и раскрыто в информации к отчётности.
Балансовая стоимость ЕГДС включает те активы, которые непосредственно к ней относятся, а также те, которые могут быть частично отнесены на разумной и последовательной основе, не включает признанные обязательства, кроме случаев, когда возмещаемая сумма не может быть определена без учёта таких обязательств.
Корпоративные активы — активы, отличные от гудвилла, вносят вклад в будущие потоки денежных средств как от проверяемой ЕГДС, так и в денежные потоки от других ЕГДС, то есть они не генерируют притоки денежных средств независимо от других активов или групп активов, и их балансовая стоимость не относится к проверяемой ЕГДС.
В случае наличия признаков обесценения корпоративного актива и необходимости определения его ценности использования требуется распределить балансовую стоимость корпоративного актива по отдельным ЕГДС.
Если балансовая стоимость корпоративного актива распределяется между отдельными ЕГДС, то проверка на обесценение каждой ЕГДС проводится отдельно, а балансовая стоимость такой ЕГДС включает в себя часть стоимости корпоративного актива.
В случае если балансовая стоимость корпоративного актива не может быть распределена между отдельными ЕГДС, то:
- проверяется каждая отдельная ЕГДС и уменьшается её стоимость на сумму обесценения
- определяется группа ЕГДС, к которой как к группе, может быть отнесена часть балансовой стоимости корпоративного актива
- оценивается превышение балансовой стоимости группы ЕГДС ценности использования. При превышении убыток от обесценения пропорционально распределяется по всем активам подразделений, генерирующих денежные средства, и относящейся к этим подразделениям части корпоративного актива.

Гудвилл, приобретённый в ходе объединения компаний распределяется на все ЕГДС (группы ЕГДС) приобретателя, которые получат выгоды от синергии в ходе объединения. Убытки от обесценения гудвилла признаются в качестве расхода в отчёте о совокупном доходе.
Если балансовая стоимость гудвилла не может быть распределена между отдельными ЕГДС, то:
- проверяется каждая отдельная ЕГДС и уменьшается её стоимость на сумму обесценения
- определяется группа ЕГДС, которой как к группе, может быть отнесён гудвилл
- оценивается превышение балансовой стоимости группы (включая стоимость гудвилла) ценность от её использования[5].

В случае превышения убыток от обесценения будет сначала списан на гудвилл, а оставшаяся часть убытка от обесценения распределена пропорционально всем активам подразделений, генерирующих денежные средства.
Убыток от обесценения подлежит признанию в отношении ЕГДС (наименьшей группы активов, на которые распределены гудвилл и корпоративные активы), тогда и только тогда, когда возмещаемая стоимость данной единицы меньше балансовой стоимости данной единицы.
Для уменьшения балансовой стоимости активов ЕГДС (групп ЕГДС), убыток от обесценения распределяется следующим образом:
- на явно обесцененный актив
- на гудвилл, относящийся к ЕГДС
- на все активы ЕГДС пропорционально балансовой стоимости каждого актива в составе ЕГДС (группы ЕГДС).

При этом балансовая стоимость актива не ниже наибольшей из следующей суммы:
- справедливой стоимости за минусом затрат на продажу
- ценности использования актива
- нуля.

## Восстановление убытка и раскрытие информации
Восстановление обесценения происходит тогда и только тогда, когда произошли изменения в оценках, используемых при определении возмещаемой суммы актива, по сравнению с оценками в момент признания последнего обесценения.
Восстановление убытка от обесценения гудвилла не происходит в любых обстоятельствах.
Восстановление балансовой стоимости происходит в пределах суммы, по которой актив учитывался бы в случае отсутствия обесценения с учётом его амортизации (которую необходимо пересмотреть).
Восстановление обесценения по активам признается в качестве дохода периода в отчёте о совокупном доходе, а восстановление убытка от обесценения переоцениваемого актива относится в кредит капитала по статье «резерв переоценки» в той степени, в которой убыток об обесценения ранее был отражён в данной статье.
При восстановлении убытка от обесценения ЕГДС увеличение балансовой стоимости активов единицы распределяется пропорционально увеличения балансовой стоимости активов единицы, за исключением гудвилла, который не увеличивается.
Повышение балансовой стоимости рассматривается как возвращение убытков от обесценения по отдельным активам, но не больше наименьшей из его возмещаемой стоимости и его первоначальной балансовой стоимости.
По каждому классу активов раскрывается информация по суммам убытков от обесценения (признанная и восстановленная) в отчёте о совокупном доходе за отчётный период и статьи отчёта о совокупном доходе, в которые эти убытки включены и за отчётный период по переоценённым активам, признанная или восстановленная напрямую в капитале.
Раскрывается информация:
- по событиям и обстоятельствам, приведшие к признанию убытка от обесценения;
- сумма признанного и восстановленного убытка от обесценения;
- для сумм убытка, признанных в отношении отдельных активов (характер актива, отчётный сегмент, которому принадлежит актив);
- для сумм убытка, признанных в отношении ЕГДС (описание ЕГДС, сумма убытка с разбивкой по классам активов и с указанием отчётного сегмента, изменения в группировке активов, входящих в ЕГДС, с момента последней проверки на обесценение);
- определилась ли возмещаемая сумма на основе справедливой стоимости за вычетом затрат на продажу или ценности использования
- принципы, использованные для определения справедливой стоимости со ссылкой на активный рынок
- ставку дисконтирования, использованную при проведении текущей и прошлой оценки ценности использования.